# Рануша (Арад)
Рануша (рум. Rănușa) насеље је у Румунији у округу Арад у општини Моњаса. Oпштина се налази на надморској висини од 249 m.

## Прошлост
Место Равна је 1846. године било се са 486 становника. У њему је православна црква Св. Арханђела Михаила и Гаврила, при којој служи администратор, поп Коста Петруц. Парохијско звање је основано 1742. године а црквене матрикуле се воде тек од 1803. године.

## Становништво
Према подацима из 2002. године у насељу је живело 272 становника, од којих су сви румунске националности.